# Gérard Lenorman
Pour les articles homonymes, voir Lenormand.
Gérard Lenorman, né le 9 février 1945 à Bénouville (Calvados), est un auteur-compositeur-interprète français.

## Biographie

### Famille et jeunesse
Gérard Lenorman naît à la maternité de la maison maternelle départementale du Calvados, au château de Bénouville, tenue par des religieuses qui y accueillent les jeunes femmes en difficulté. Sa mère, Madeleine Lenormand, alors âgée de seize ans, y met au monde le jeune Gérard, né de père inconnu. Trente-cinq ans plus tard, il apprend qu'il est le fils d'un soldat allemand prénommé Erich, violoniste et chef d’orchestre dans le civil, qui faisait partie des troupes d'occupation. Il ne fera jamais sa connaissance ; en revanche, le lendemain de cette révélation, dans l'avion qui l'emmène à Berlin pour un concert, il écrit la chanson Warum mein Vater — « Pourquoi mon père » — sur ce sujet.
Il passe son enfance à Paris, puis à Issoire, dans un désert affectif et intellectuel et joue en secret de l'harmonium dans les églises dès l'âge de cinq ans,. Il confie sa volonté de devenir chanteur à sa grand-mère maternelle, qui ne le décourage pas. Un temps nommé Gérard Aumard, il a repris son nom de naissance à l'âge de neuf ans.[réf. nécessaire] À cette époque il passe aussi de nombreux mois à l'orphelinat de Saint-Vincent-de-Paul. Sa mère, femme violente et autoritaire, se marie alors qu'il est âgé de dix ans. À douze ans, il écrit sa première chanson, qui figure quelques années plus tard sur son premier disque : Le Vagabond. Vers quatorze ans, il intègre quelques orchestres locaux en tant que chanteur. À seize ans, il s'émancipe et travaille à l'usine tout en se produisant en soirée dans les bals régionaux puis au Club Méditerranée, où il commence à se faire un nom. À dix-huit ans, alors qu'il va voir sa grand-mère normande, un grave accident de voiture l'immobilise une année. Il en gardera de nombreuses séquelles. Il profite de ce repos forcé pour écrire des chansons.

### Carrière
En 1968, Gérard Lenorman rencontre Brigitte Bardot et lui écrit deux chansons : La Fille de paille et Je voudrais perdre la mémoire. En 1969, avec quelques titres en poche, il part en tournée avec Sylvie Vartan.
À partir de 1970, sa carrière démarre véritablement. Remplaçant Julien Clerc, il reprend le premier rôle principal de la comédie musicale Hair à la Porte Saint-Martin. Il y triomphe jusqu’en avril 1971, date à laquelle il signe avec le label CBS Disques et enregistre Il, son premier succès grâce à sa voix originale, haut placée et légèrement voilée.
Il sort ensuite De toi, qui se classe n°2 des ventes en France. Viendront par la suite Les Matins d’hiver (1972), Si tu ne me laisses pas tomber, Les Jours heureux (1973), Le Petit Prince et La Fête des fleurs (1973), Quelque chose et moi (1974), La Ballade des gens heureux (1975), Michèle (première collaboration avec Didier Barbelivien), Gentil dauphin triste et Voici les clés (1976), traduction d'un succès italien écrit par Cutugno-Pallavicini, Un ami et L’Enfant des cathédrales (1977) et Si j'étais président (1980).
Son album Nostalgies, sorti en 1978, lui vaut un disque d’or. Les médias qui voient en lui un jeune artiste éternellement candide le baptisent « le Petit Prince » de la chanson.

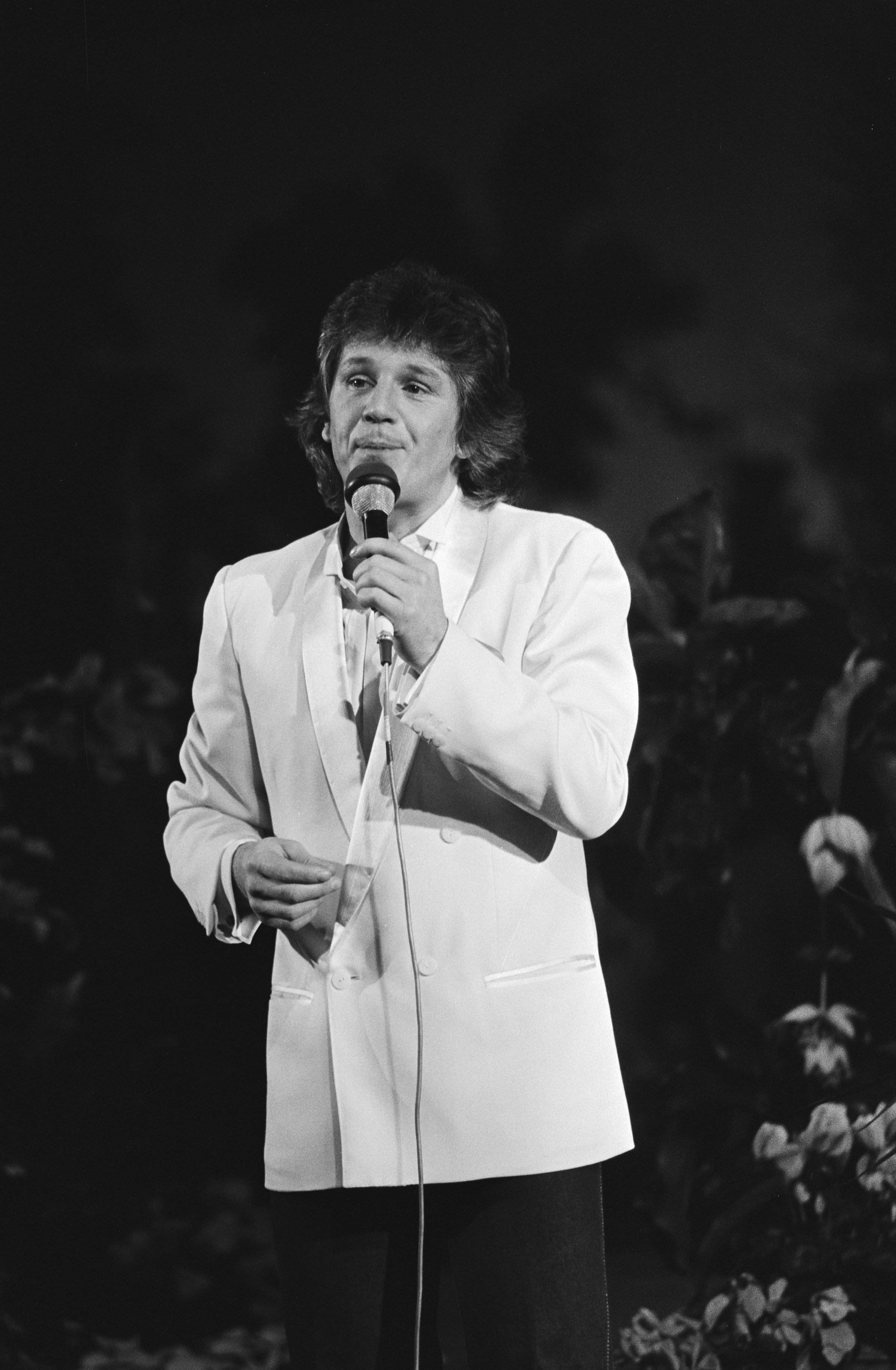
Gérard Lenorman en 1982.

Plusieurs de ses chansons sont enregistrées en anglais, allemand, espagnol et italien. Il publie encore les albums Boulevard de l'océan (1979), La Clairière de l'enfance (1980), D'amour ! (1981), Le Soleil des tropiques (1983), Fière et nippone (1985), Heureux qui communique (1988) et Il y a (1993).
Sa carrière connaît son apogée en 1983, lorsqu'il remplit le Palais des congrès de Paris pendant cinq semaines. En 1986, il reprend en français la chanson du film Top Gun sous le titre Le Bleu des regrets. Cette année-là, à la suite de déboires conjugaux et de problèmes professionnels avec sa maison de disques, il décide alors d'arrêter pendant un temps.
Il tente de relancer sa carrière en 1988 en sortant un nouvel album, Heureux qui communique, qui passe relativement inaperçu. La même année, Antenne 2 le choisit pour représenter la France au Concours Eurovision de la chanson, généralement réservé à des artistes inconnus et débutants. Ce choix a été largement orienté par la Sacem. Il interprète le titre Chanteur de charme dont il a composé la musique et dont il est coauteur avec Claude Lemesle. Le 30 avril 1988, au terme du 33e Concours Eurovision de la chanson à Dublin en Irlande, il décroche une discrète dixième place (sur vingt et un concurrents). Après sa participation au concours, Gérard Lenorman a critiqué le Concours Eurovision dans la presse, notamment le déroulement des votes entre pays.
Par la suite, il enregistre quelques compilations, continue à donner des spectacles et devient producteur des groupes Indochine et Imagination.
En 1995, il sort une compilation, Vos plus belles chansons, avec certains titres réenregistrés. Il revient sur scène en France et au Québec.
En 2000, il présente au public un nouvel album, La Raison de l'autre, avec la chanson La Force d'aimer, que dès lors il présente toujours sur scène.
Il continue de se produire de manière régulière sur scène, sa dernière tournée a eu lieu en 2010.
En octobre 2011, comme l'a fait aussi Michel Delpech, il sort Duo de mes chansons, où il chante ses chansons avec des chanteurs de la nouvelle génération de la variété française qui lui rendent ainsi hommage, à l'exception de Si j'étais président chanté façon flamenco par Chico et les Gypsies. L'album est triple disque de platine (plus de 300 000 albums vendus) en janvier 2012.
Fin 2011, il collabore avec la chanteuse Anggun et apparaît sur le titre Il, présent sur l'album Echoes.

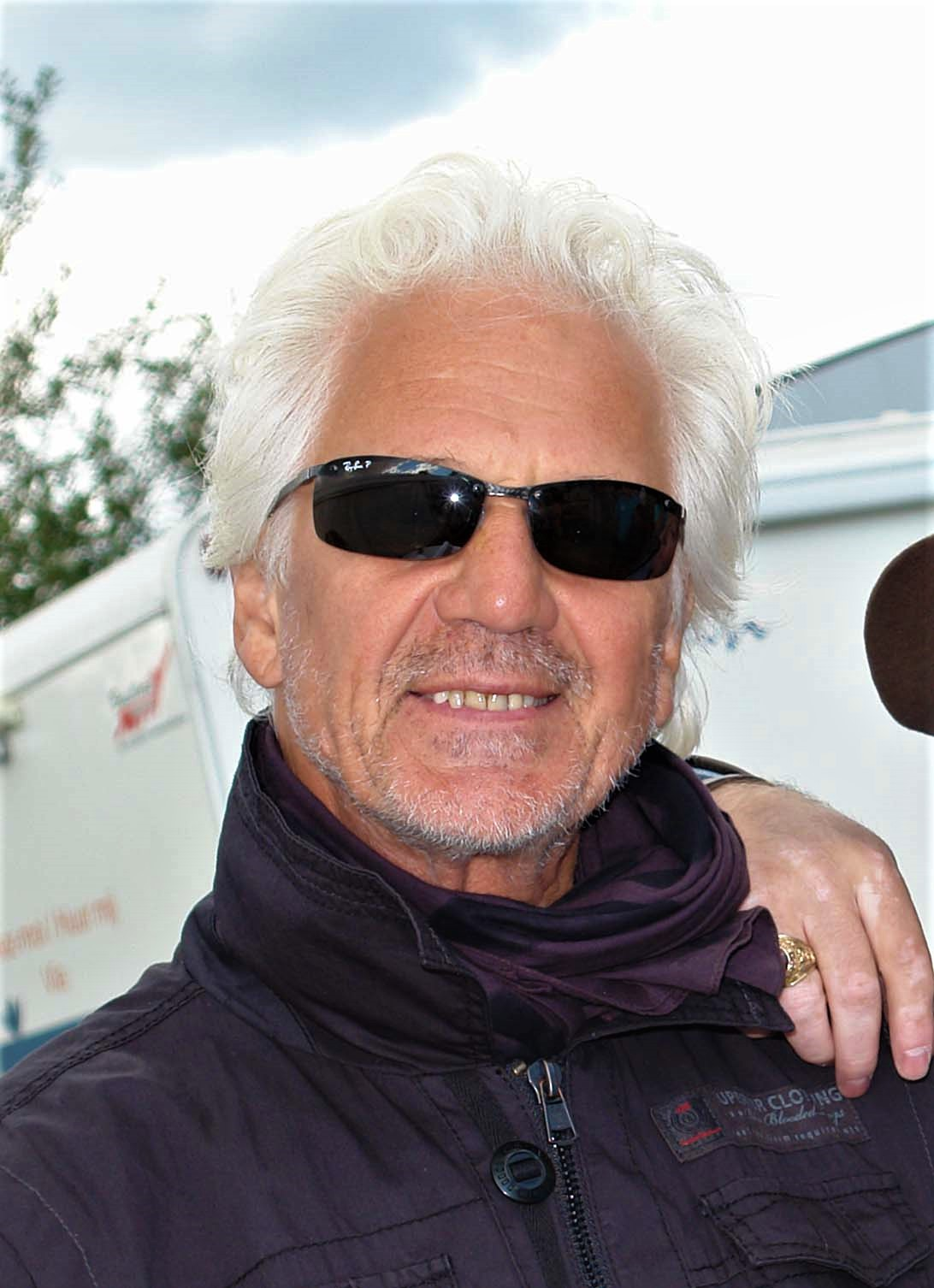
Gérard Lenorman, parrain du Beau Vélo de Ravel 2012.

En 2012, il participe au single caritatif Je reprends ma route en faveur de l'association Les Voix de l'enfant.
Après avoir longtemps refusé, il accepte de participer dès novembre 2016 à la tournée Age Tendre, aux côtés de nombreux artistes.
En octobre 2020, il chante en duo avec Gilles Dreu le titre Et ça ira sur l'album Le Comptoir des amis. Un clip réunissant les deux artistes est réalisé en Juin 2021.
En 2021, vingt-et-un ans après la sortie de son dernier album en 2000 - son disque de 2011 étant des reprises de ses succès -, il sort un nouvel album, intitulé Le Goût du bonheur, avec notamment des nouvelles chansons originales écrites et composées par Vianney et Bénabar.

### Vie privée
Avec son épouse, Caroline, dont Gérard Lenorman divorce en 1989, il a eu un fils en 1974, Mathieu, puis deux filles, Justine en 1977, et en 1980 Clémence, future comédienne, enfin un autre fils, Victor, en 1985.

## Discographie

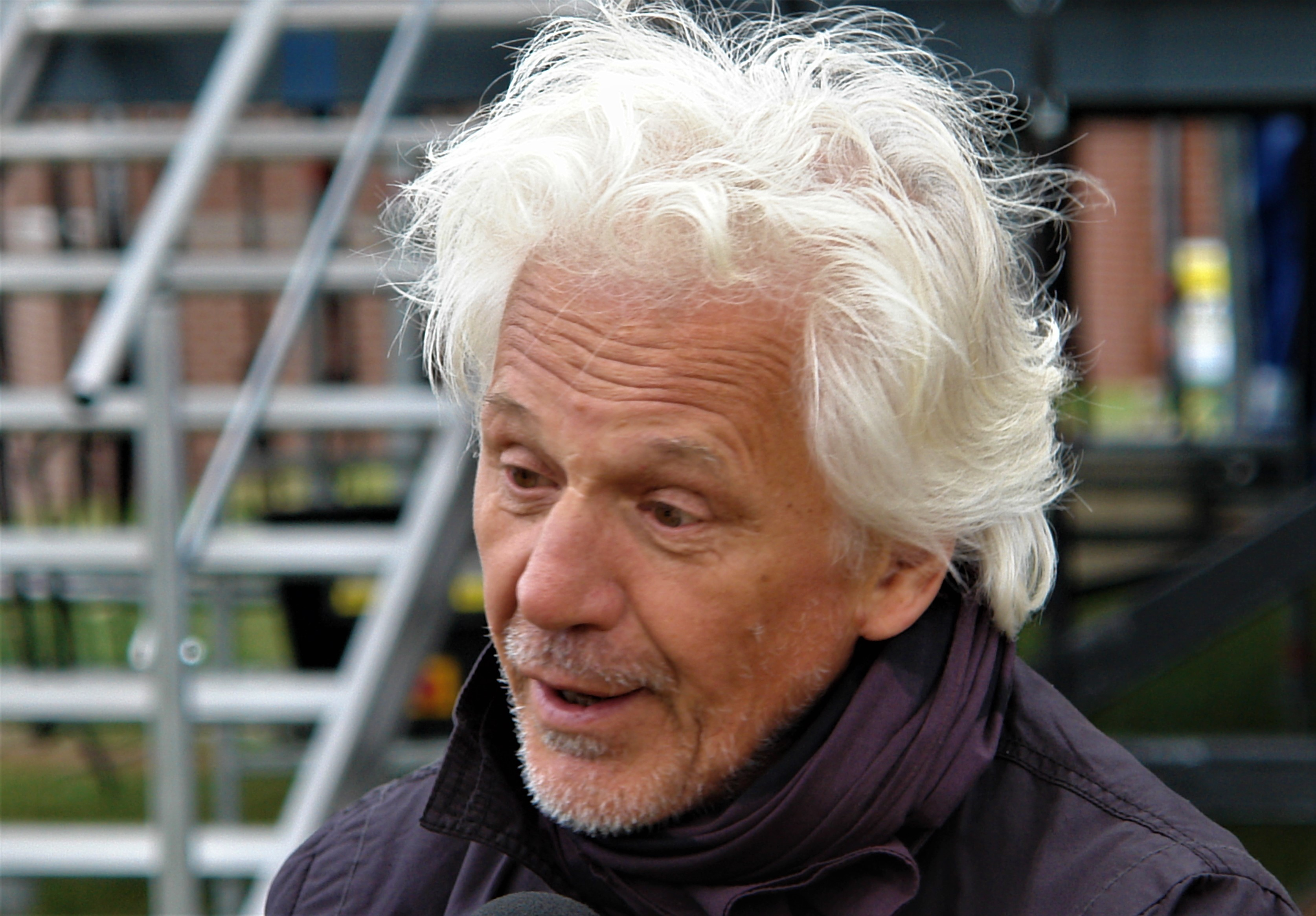
Gérard Lenorman en promotion pour son album Duos de mes chansons.

Albums studio
- 1969 : Gérard Lenorman
- 1972 : Les Matins d'hiver
- 1974 : Quelque chose et moi
- 1974 : Noëls du monde
- 1975 : Gérard Lenorman
- 1976 : Drôles de chansons
- 1977 : Au-delà des rêves
- 1978 : Nostalgies
- 1979 : Boulevard de l'Océan
- 1980 : La Clairière de l'enfance
- 1981 : D'amour
- 1983 : Le Soleil des tropiques
- 1985 : Fière et nippone
- 1988 : Heureux qui communique
- 1993 : Il y a...
- 2000 : La Raison de l'autre
- 2011 : Duos de mes chansons
- 2021 : Le Goût du bonheur

## Documentaire
- 2010 : L'Occupation intime de Daniel Costelle et Isabelle Clarke : il y apparaît quelques minutes, vers la fin du documentaire, où il apporte son témoignage sur la relation entretenue par sa mère avec un soldat allemand durant la Seconde Guerre mondiale. Il y déclare : « Je ne peux pas en vouloir à ma mère… C'est une rencontre entre une môme et un jeune mec… et je suis une conséquence… Et alors ? Quel est le problème ? Il faut la brûler sur une place publique ? » À la Libération, son père s'enfuit après de brefs adieux et sa mère se cache dans son village, où on la protège.

## Au cinéma
Gérard Lenorman joue son propre rôle dans la comédie Les Sous-doués en vacances (1982) où il vient, accompagné de son garde du corps (Dominique Hulin), participer à une soirée organisée par Paul Memphis (Guy Marchand), un chanteur à succès. Croyant participer à un jeu organisé par Memphis, Bébel (Daniel Auteuil) lui adresse des menaces par téléphone depuis une cabine téléphonique avant de se faire arrêter par la police.
Il interprète également son propre rôle dans le film Vacances forcées de François Prévôt-Leygonie et Stéphan Archinard.

## Autre
- 1990 : Participation au rallye Dakar en tant que copilote d'Étienne Smulevici sur Mitsubishi PX 33[13].

## Décoration
- Chevalier de l'ordre national du Mérite (2010)[14].

## Publication
- Je suis né à vingt ans, Calmann-Lévy, 2007, 169 p.   (ISBN 978-2-7021-3865-6).